# Glamour (periodico)
Glamour è una rivista mensile, indirizzata per lo più ad un pubblico femminile, che tratta principalmente argomenti inerenti alla moda e ai costumi della società. 
Pubblicata dall'editore statunitense Condé Nast Publications, è nata nel 1939 con il nome di Glamour of Hollywood; l'edizione italiana dell'omonima rivista esce dal 1992.
È pubblicata in svariate nazioni, nella maggior parte dei casi con cadenza mensile.

## Storia
Il primo direttore dell'edizione italiana è Grazia d'Annunzio che gli ha dato un'estetica forte e riconoscibile sin dall'inizio.
Nel 1998 Valeria Corbetta, direttore della rivista, la ha trasformato nel formato pocket.
Nel 2001 Danda Santini diventa il direttore della rivista e viene iniziata la creazione del sito online del mensile. Il compito viene affidato alla vice direttrice Paola Centomo.
Nel 2012 Lorenzo Cherubini, in arte Jovanotti, fu in esclusiva l'unico uomo a posare per la rivista di moda Glamour Italia. In quell'anno ricorrevano tre fatti molto importanti che vede protagonisti sia Jovanotti che la rivista, il cantante festeggiava 25 anni di carriera ed il 27 settembre aveva compiuto 46 anni, mentre Glamour festeggiava i 20 anni di pubblicazione dalla prima stampa.
Nel 2003 Paola Centomo prende il posto di direttore della rivista, e con lei il progetto di restyling vede la luce nel marzo dello stesso anno.
A partire dal 2013, il giornale mensile è diretto da Cristina Lucchini e si conferma ancora oggi come il magazine più letto in Italia. Nel marzo 2017, l'edizione italiana della rivista compie i 25 anni.
A gennaio 2019 termina la distribuzione dell'edizione cartacea a causa del calo delle vendite.
Nel novembre 2019 l'amministratore delegato di Condé Nast annuncia la chiusura dell'edizione italiana della rivista alla fine del 2019.